# Groove (film)
Groove è un film del 2000, diretto da Greg Harrison.
Il film racconta una notte nella scena di rave clandestini a San Francisco tutto inizia tramite un passaparola in internet scaturito da una singola e-mail inviata da una ragazza e si viene a sapere che presto ci sarà un immenso ed epico rave in un magazzino abbandonato. Intere comunità elettroniche affamate di trance si dirigono verso "la notte della loro vita". 
John Digweed ha avuto un ruolo nel film molto importante, quasi determinante in quanto ha contribuito a scrivere i pezzi di musica elettronica per il film con Nick Muir sotto il suo alias di Bedrock.

## Trama
Il film racconta la storia di un rave notturno. Il film è stato suddiviso in segmenti da cui si susseguono DJ-set fatti da DJ reali ma allo stesso tempo attori. I DJ sono: Forest Green, WishFM, Polywog, and Digweed. Seguiti da David Turner (Hamish Linklater) che partiti da una scena di clubbing diventano DJ clandestini di rave quando nel film il fratello Colin (Denny Kirkwood) li ingaggia nel giro illegale fatto di musica trance, droghe e sesso.

## Colonna sonora
1. "No Obstacles, Only Challenges"
2. Girls Like Us - B-15 Project Featuring Crissy D & Lady G
3. Champagne Beat Boogie - Boozy & Swan
4. You're The Lucky Ones - Baby D Love
5. Duke's Up (Joshua's Dubwise Mix) - W
6. 20 Minutes of Disco Glory (Simon's Come-Unity Mix) - DJ Garth & E.T.I.
7. Perpetual - Christian Smith & E.B.E. Present Timeline
8. Halycon - Orbital
9. Anomaly (Calling Your Name) - Taylor
10. Heaven Scent - John Digweed
11. Beachcoma - Hybrid
12. Protocol - Symbiosis
13. "Wanna Go To The Endup?"
14. Infinitely Gentle Blows (Scott Hardkiss' Aural Hallucination Mix) - Alter)Ring